# 킹 아서: 제왕의 검
《킹 아서: 제왕의 검》(영어: King Arthur: Legend of the Sword)은 2017년 공개될 예정인 미국의 영화로, 가이 리치가 감독, 조비 해럴드가 각본을 맡았다. 찰리 허냄이 아서왕 역을 맡았다.

## 줄거리
마법사 모드레드와 그의 군대가 카멜롯을 공격하자, 브리튼 왕 우서 펜드래건은 메를린이 만든 특별한 검으로 모드레드를 처치하고 카멜롯을 구한다. 하지만 왕좌를 탐낸 우서의 동생 보티건은 쿠데타를 일으켜 아내 엘사를 희생시켜 악마 기사가 되고, 우서의 아내 이그레인을 죽이고 우서마저 제압한다. 우서의 아들 아서는 배를 타고 런던으로 탈출해 창녀들에게 거둬져 거리의 범죄 보스로 성장한다. 그는 부모님이 살해당하던 밤의 악몽에 시달린다.
보티건은 잔혹하게 영국을 통치하며 성 근처에 탑을 건설하는 데 모든 자원을 쏟는다. 성 주변의 물이 빠지면서 돌에 박힌 검이 드러나자, 그는 도시의 모든 남자를 끌고 와 검을 뽑으려 한다. 아서는 창녀들의 도움으로 포획을 피하지만 결국 잡히고, 돌에서 검을 뽑지만 힘에 압도되어 기절한다. 보티건은 아서에게 그의 혈통과 검의 의미를 설명하고 처형하려 한다.
한편 메를린의 제자라고 밝힌 마법사가 우서의 옛 장군 베디비어에게 나타나고, 아서의 처형장에서 마법사가 혼란을 일으키는 동안 베디비어의 부하들이 아서를 구출한다. 아서는 자신을 왕으로 믿지 않고 도움을 거부하지만, 마법사는 그를 "어둠의 땅"으로 데려가 보티건이 악마 기사로 변해 어머니를 죽인 것을 보여준다. 또한 아버지가 아서를 구하고 자신의 몸으로 검을 돌에 봉인하는 것을 보며 자신이 정당한 왕임을 깨닫는다. 아서는 보티건이 우서의 인기에 질투하여 왕좌를 차지하려 모드레드를 부추겼음을 알게 되고, 자신의 마력을 키우기 위해 탑을 건설했다는 것을 알게 된다.
아서와 반란군은 보티건의 군대를 조금씩 약화시키고 암살 계획을 세운다. 보티건은 암살을 피하고 전투가 벌어지지만 아서는 친구의 아들 블루와 탈출한다. 하지만 많은 동료들이 죽거나 붙잡힌다. 좌절한 아서는 검을 호수에 던지려 하지만 호수의 여인이 돌려주고, 보티건의 통치 아래 영국의 미래를 보여준다. 아서는 자신의 책임을 받아들이고 베디비어와 재회하지만, 포로로 잡힌 동료가 고문으로 은신처를 발설해 마법사와 블루는 잡히고 다른 반군들은 죽는다. 보티건의 사자는 아서에게 다음날 성으로 항복하라고 요구한다.
베디비어는 마법사와 블루를 교환 조건으로 보티건에게 검을 가져가고, 아서는 다음 날 블루와 교환하기로 약속한다. 성으로 가기 전 마법사는 아서에게 특별한 독을 주입하여 기습 공격에 대비시킨다. 아서가 보티건과 대면하자 거대한 뱀이 마법사의 조종으로 성을 공격하며 아서를 구한다. 하지만 보티건은 그를 공격하려던 뱀의 피를 뒤집어쓰고 뱀에 대한 보호를 받게 된다. 베디비어의 반군이 공격을 시작하고, 아서는 검을 되찾아 보티건을 따라 탑으로 향한다. 다시 한 번 마력을 얻기 위해 보티건은 딸을 희생하여 악마 기사가 되고, 아서와 격렬하게 싸운다. 아서는 아버지로부터 엑스칼리버를 받는 환상을 보고 보티건을 물리친다. 보티건은 죽어가며 아서에게 위로를 받고, 아서는 그의 시신을 남겨둔다. 전투 후 반군은 승리하고 축하한다.
아서는 정당한 왕위를 되찾고 친구들을 기사로 임명하며 원탁 건설을 시작한다.

## 출연
- 찰리 허냄 - 아서왕
- 주드 로 - 보티건
- 자이먼 혼수 - 베디비어 경
- 에릭 바나 - 유서 펜드래건
- 애너벨 월리스 - 매지
- 아스트리드 베르제프리스베 - 귀네비어
- 조지나 캠벨 - 케이 역
- 케이티 맥그라스 - 엘사 역
- 카밀 레미에쉐브스키 - 멀린 역
- 에이던 길런 - 구스팻 빌 윌슨
- 탐 우 - 조지 역
- 허마이어니 코필드 - 사이렌
- 엘린 파월 - 사이렌
- 미카엘 페르스브란트 - 키아르탄
- 프레디 폭스 - 에드
- 밀리 브레디 - 카티아 공주
- 제프 벨 - 블랙레그 중사
- 닐 마스켈 - 블랙랙
- 피터 페딘난도 - 머시아
- 에드리안 보쳇 - 남작
- 피터 기네스 - 남작
- 크리스티안 라자르 - 상인
- 킹즐리 벤아디르 - 웻스틱
- 리 니콜라스 해리스 - 댄 클랜 마피아
- 줄리안 시거 - 바이킹
- 롭 나이튼 - 모드레드
- 닉 콜웬 - 클랜 우두머리
- 피터 스테이시 - 용병
- 러레인 브루스 - 시레나
- 데이비드 베컴[2] - 블랙레그 리더(특별출연)